# Isolotti di Barrettinelli
Gli isolotti di Barrettinelli sono un gruppo di isolotti del mar Tirreno situati tra l'isola di La Maddalena - a cui appartengono amministrativamente - e l'isola di Barrettini, nella Sardegna nord-orientale.

Si trovano all'interno del parco nazionale dell'Arcipelago di La Maddalena.